# Zsebeháza
Zsebeháza község Győr-Moson-Sopron vármegyében, a Csornai járásban található.

## Fekvése
Magyarország északnyugati részén, a Rábaköz délnyugati részén helyezkedik el, Csornától dél-délnyugatra 16 kilométerre.

### Megközelítése
Közvetlen közelében halad el az M86-os autóút, amelynek itt ráadásul csomópontja is van (a 133-as kilométerszelvényénél), így az átadása óta ez a település legfontosabb közúti megközelítési útvonala. Könnyen elérhető még a 86-os főút felől is, amelyről Szil nyugati szélén kell letérni a falun átvezető 8605-ös útra.
A hazai vasútvonalak közül a Hegyeshalom–Porpác-vasútvonal érinti, amelynek egy megállási pontja van itt; Magyarkeresztúr-Zsebeháza megállóhely a faluközponttól légvonalban alig 1 kilométerre nyugatra helyezkedik el, elérése a falu felől így is kissé nehézkes, mert elválasztja a megállót a község központjától az M86-os autóút csomópontja is.

## Története
A település neve 1346-ban Terra Sebe alakban írva szerepelt egy oklevélben. A Potyondy család birtoka volt. A törökdúlás után tíz évre elnéptelenedett.
A 19. század közepén jelentős számú mesterember dolgozott a faluban.
Több megüresedett ház várja az idetelepülőket az ápolt kisközségben.

## Közélete

### Polgármesterei
| Időszak   | Polgármester       | Párt      | Megjegyzés                                |
| --------- | ------------------ | --------- | ----------------------------------------- |
| 1990–1994 | Németh János       | független |                                           |
| 1994–1996 | Németh János       | független | autóbalesetben elhunyt 1996. július 23-án |
| 1996-1998 | Bokor László       | [ 6 ]     |                                           |
| 1998–2001 | Náray Lajosné      | független | hivataláról lemondott                     |
| 2001–2002 | Csorba Sándor      | független | Időközi választás 2001. november 18.      |
| 2002–2006 | Nagy Gáborné       | független |                                           |
| 2006–2010 | Nagy Gáborné       | független |                                           |
| 2010–2014 | Nagy Gáborné       | független |                                           |
| 2014–2019 | Kovátsits Zoltánné | független |                                           |
| 2019–2024 | Kovátsits Zoltánné | független |                                           |
| 2024–     | Kovátsits Zoltánné | független |                                           |

## Népesség
A település népességének változása:
| Lakosok száma | 347  | 384  | 345  | 319  | 196  | 170  | 134  | 144  | 134  | 121  |
|               | 1870 | 1920 | 1930 | 1949 | 1980 | 1990 | 2015 | 2021 | 2022 | 2024 |

A 2011-es népszámlálás során a lakosok 96,1%-a magyarnak, 0,8% németnek, 0,8% szerbnek, 0,8% ruszinnak mondta magát (3,1% nem nyilatkozott; a kettős identitások miatt a végösszeg nagyobb lehet 100%-nál). A vallási megoszlás a következő volt: római katolikus 28,7%, református 0,8%, evangélikus 45%, felekezeten kívüli 9,3% (16,3% nem nyilatkozott).
2022-ben a lakosság 94%-a vallotta magát magyarnak, 1,5% németnek, 1,5% egyéb, nem hazai nemzetiségűnek (5,2% nem nyilatkozott; a kettős identitások miatt a végösszeg nagyobb lehet 100%-nál). Vallásuk szerint 32,1% volt evangélikus, 11,2% római katolikus, 0,7% református, 6% felekezeten kívüli (50% nem válaszolt).

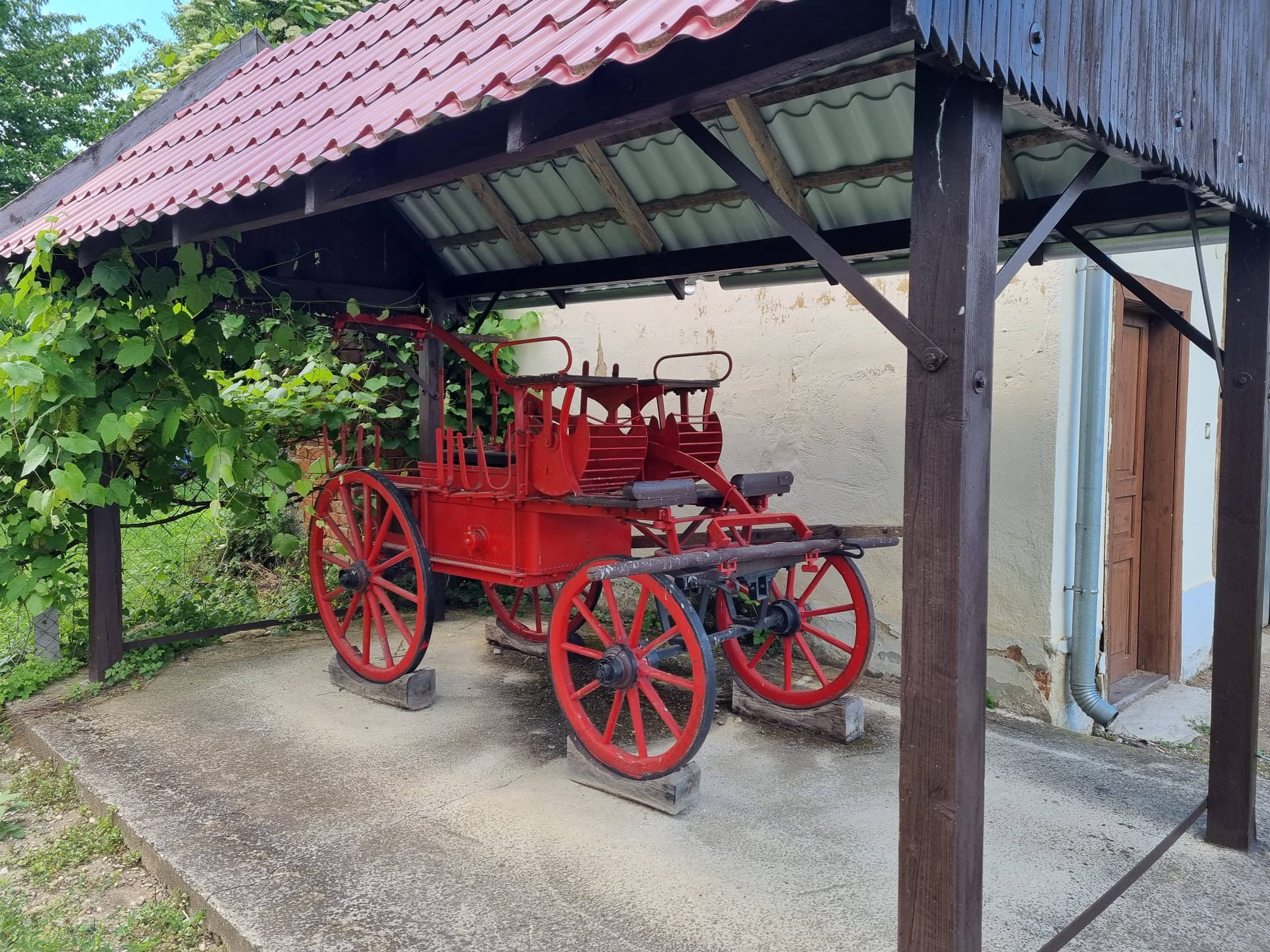
Tűzoltó emlék

## Látnivalók, Programok
- Látnivalók:
  - Harangláb
  - Evangélikus imaház
  - Park
- Programok:
  - Szilveszter
  - Falunap
  - Búcsú
  - Öregek napja